# Yousaf Raza Gilani
Yousaf Raza Gilani, Urdu: مخدوم سیّد یوسف رضا گیلانی (Karachi, 9 juni 1952) is een Pakistaans politicus. Van 2008 tot 2012 was hij premier van Pakistan. Daarvoor was hij parlementsvoorzitter (1993-1997) en minister (1985-1986, 1989-1990). Gilani is voorzitter van de Pakistan Peoples Party (PPP).

## Persoonlijk leven
Gilani werd geboren in een politiek invloedrijke familie. Hij studeerde aan de Universiteit van Punjab en behaalde een master in de journalistiek. Giliani is getrouwd en heeft vijf kinderen - vier zonen en een dochter.

## Politieke carrière

### Als minister
Zijn politieke carrière begon in 1978. Gilani werd toen lid van het Centraal Comité van de Pakistaanse Moslimliga. Hij was onder militair dictator Zia ul-Haq lid van het kabinet van Muhammad Khan Junejo en diende van april 1985 tot januari 1986 als minister van Volkshuisvesting en van januari 1986 tot december 1986 als minister van de Spoorwegen.
Na een akkefietje met Zia-ul-Haq maakte Gilani in 1988 de overstap naar de Pakistan Peoples Party (PPP). In de regering van Benazir Bhutto was hij van maart 1989 tot januari 1990 minister van Toerisme en van januari 1990 tot augustus 1990 weer minister van Volkshuisvesting. In oktober 1993 werd hij door Bhutto aangesteld als voorzitter van het parlement. Gilani bleef parlementsvoorzitter tot februari 1997.

### In de gevangenis
Giliani werd op 11 februari 2001 gearresteerd door het anti-corruptiebureau van de overheid. Hij werd er van beschuldigd 600 van zijn verwanten en vrienden op de loonlijst van de overheid te hebben gezet. Dit zou de Pakistaanse overheid jaarlijks 30 miljoen roepie, ongeveer driehonderdduizend euro, hebben gekost. Gilani werd veroordeeld en bracht vijf jaar in de gevangenis door. De veroordeling werd door velen gezien als een politiek gemotiveerde vonnis. Zijn partij voerde oppositie tegen president Pervez Musharraf. In de verkiezingscampagne had deze bij verschillende leden van de PPP erop aangedrongen om over te stappen naar zijn partij. Op 7 oktober 2006 werd Gilani vrijgelaten. Het besluit om de gevangenis in te gaan en niet de overstap te maken naar de partij van Musharraf leverde hem veel krediet op bij zijn aanhang.

### Als premier

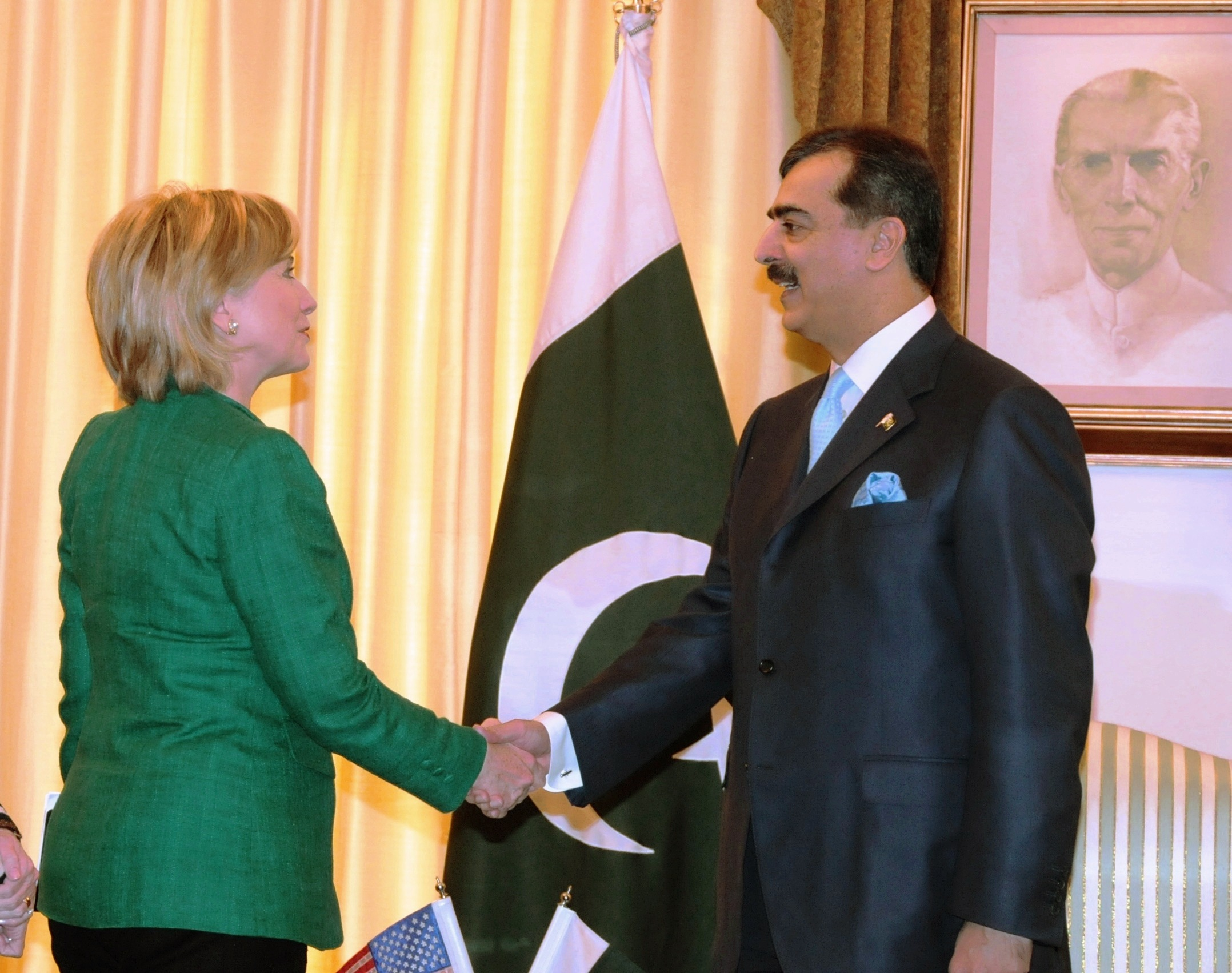
Gilani ontmoet Hillary Clinton, de Amerikaanse minister van Buitenlandse Zaken

Op 22 maart 2008 werd Gilani door zijn partij voorgedragen voor de post van premier. Zijn partij had een maand eerder de parlementsverkiezingen gewonnen en ging een coalitie aan met de PML-N. De twee partijen beschikten samen over een grote meerderheid in de volksvergadering. In zijn eerste speech als premier liet hij weten dat het inperken van de macht van de president een van zijn speerpunten zou zijn. Ook liet hij weten dat de oorlog tegen het terrorisme topprioriteit zou krijgen.
Als eerste maatregel liet hij de tientallen rechters gaan die vastzaten sinds Musharraf een jaar eerder de noodtoestand had uitgeroepen om zijn presidentschap veilig te stellen. De rechters stonden op het punt een besluit te nemen over de geldigheid van Musharrafs herverkiezing.
In mei 2008 stapte de PML (N) alsnog uit de regering omdat Gilani weigerde om de rechters te benoemen die eerder uit hun functie waren ontzet. Deze weigering gebeurde om aandrang van Asif Ali Zardari, de partijleider van de PPP. Deze vreesde dat onder deze rechters een aantal rechtszaken tegen zijn familie alsnog opgepakt zou worden. De PML (N) beloofde wel gedoogsteun te geven aan de regering van Gilani.
Op 3 september 2008 werd er een aanslag gepleegd op Gilani. In Rawalpindi werd zijn auto onder vuur genomen. De premier bleek echter niet in de auto te zitten; het voertuig was onderweg om hem af te halen van het vliegveld.
In november 2008 kreeg Gilani te maken met Pakistaanse terroristen van de groep Lashkar-e-Taiba, die aanslagen pleegden in Mumbai. De terroristen vielen onder andere een hotel, een synagoge en een treinstation aan. Daarbij lieten zeker 174 personen het leven. De al broze relatie tussen India en Pakistan werd door de aanslagen verder op proef gesteld, zeker toen bleek dat de aanslagen deels op Pakistaanse bodem waren voorbereid. Gilani legde uiteindelijk de relatie met India bij en beloofde de verdachten op te sporen en voor de rechter te brengen.
Er brak in februari 2009 opnieuw een politieke crisis uit nadat het hooggerechtshof had geoordeeld dat Nawaz Sharif, de leider van oppositiepartij PML (N), zich geen kandidaat mocht stellen voor de presidentsverkiezingen, omdat hij al eens veroordeeld was. Gilani legde het echter bij met Sharif.
In mei 2009 braken er heftige gevechten uit tussen het Pakistaanse leger en de Taliban. De gevechten speelden zich voor het grootste deel af in de Swatvallei. Door de gevechten kwam er een vluchtelingenstroom van twee miljoen personen op gang. Als premier riep hij een maand later de Verenigde Staten op niet langer met onbemande vliegtuigjes luchtaanvallen te plegen op Pakistaans grondgebied.
Gilani moest in juni 2012 gedwongen aftreden. Twee jaar eerder had hij geweigerd om een onderzoek wegens corruptie naar president Zardari te heropenen. Volgens Gilani had dat onderzoek geen zin omdat Zardari toch immuniteit genoot. Het Hooggerechtshof concludeerde dat er sprake was van minachting en daarom moest hij aftreden. In augustus 2015 werd er een arrestatiebevel tegen Gilani zelf uitgevaardigd wegen corruptie. Op dat moment was hi nog voorzitter van de PPP
Liaquat Ali Khan · Khawaja Nazimuddin · Muhammad Ali Bogra · Chaudhry Muhammad Ali · Huseyn Shaheed Suhrawardy · Ibrahim Ismail Chundrigar · Feroz Khan Noon · Mohammed Ayub Khan · Nurul Amin · Zulfikar Ali Bhutto · Muhammad Khan Junejo · Benazir Bhutto · Ghulam Mustafa Jatoi ·
Nawaz Sharif · Balakh Sher Mazari · Nawaz Sharif · Moeenuddin Ahmad Qureshi · Benazir Bhutto · Malik Meraj Khalid · Nawaz Sharif · Pervez Musharraf · Zafarullah Khan Jamali · Chaudhry Shujaat Hussain · Shaukat Aziz · Muhammad Mian Soomro · Yousaf Raza Gilani · Raja Pervez Ashraf ·
Mir Hazar Khan Khoso · Nawaz Sharif · Shahid Khaqan Abbasi · Nasirul Mulk · Imran Khan · Shehbaz Sharif · Anwar ul Haq Kakar · Shehbaz Sharif